# Institut de Drets Humans de Catalunya
L'Institut de Drets Humans de Catalunya (IDHC) és una entitat no governamental i sense ànim de lucre que té com un dels seus principals eixos d'actuació la formació en drets humans. L'IDHC va néixer l'any 1983 a Barcelona amb l'objectiu d'estudiar, investigar, divulgar, ensenyar i promoure els drets humans des d'una perspectiva interdisciplinària.

## Objectius
Entre els objectius del IDHC es troben el de millorar la cooperació amb les persones, els pobles i els països en desenvolupament. L'Institut de Drets Humans de Catalunya desenvolupa tres línies de treball paral·leles i interdependents: la sensibilització i la promoció dels drets humans, l'assessorament, i la formació en matèria de drets humans. Entre els projectes que porta a terme cal destacar la realització de cursos de formació en drets humans, l'organització de programes de promoció com "Conflictes Oblidats" i "Drets Humans Emergents", i també, l'assessorament a administracions públiques i altres entitats sobre polítiques públiques de drets humans. Així, l'Institut de Drets Humans de Catalunya s'ha implicat en el Programa de "Defensors i Defensores de Drets Humans" que l'Oficina de Promoció de la Pau i els Drets Humans de la Generalitat de Catalunya va portar a terme els anys 2009 al 2011.

## Direcció
Eugeni Gay i Montalvo va ser el fundador de l'Institut de Drets Humans de Catalunya el 1983 i el seu primer director fins al 2001. Victòria Abellán Honrubia va ser la presidenta des de 1987 a 1995. José Manuel Bandrés va ser el president des de l'any 1995 fins al 2004. Jaume Saura i Estapà, des de l'any 2004 i fins al 2015. Actualment, des del 2015, el president de l'entitat és David Bondia Garcia.

## Estructura de Drets Humans de Catalunya
Des de la seva posada en funcionament l'any 2017, l'IDHC forma part de l'Estructura de Drets Humans de Catalunya, conjuntament amb el Síndic de Greuges de Catalunya. L'estructura es va crear seguint recomanacions internacionals, com els Principis de París. Entre les seves funcions destaquen elaborar, per encàrrec del Govern de Catalunya, un pla de drets humans que compti amb la participació de la ciutadania, coordinar una xarxa de drets amb entitats socials i emetre opinions sobre projectes i proposicions de llei del Parlament de Catalunya que tinguin incidència en l'àmbit dels drets humans.

## Premi Solidaritat
Des de 1987 l'Institut de Drets Humans de Catalunya atorga el "Premi Solidaritat", el qual està destinat a reconèixer persones, col·lectius i entitats que hagin destacat per la seva lluita pels drets humans. Des de 1998, l'IDHC reconeix també amb la "Menció especial Mitjans de comunicació" als mitjans i professionals que, en l'exercici de la seva tasca divulgativa i informadora, aborden d'una manera clara i decidida la defensa, protecció i promoció dels drets humans.

## Activitats
Al llarg de la seva història, l'IDHC ha denunciat vulneracions en matèria de drets humans en territori espanyol, en aspectes com les retallades de drets socials, les vulneracions de la llibertat d'expressió, la llibertat de reunió i el dret a la participació política i violacions de drets de persones immigrants. L'entitat s'ha mostrat crítica davant les actuacions policials del referèndum de l'1 d'octubre i els processos judicials posteriors, així com davant l'empresonament de polítics i membres de la societat civil catalana.
L'abril de 2018 l'IDHC va impulsar la campanya «Demà pots ser tu», juntament amb Òmnium Cultural, l'Associació Irídia, la Fundació per la Pau i l'Institut Internacional per l'Acció Noviolenta, de denúncia de les persones represaliades per motius polítics a l'Estat.
A principis de 2019 l'IDHC va ser una de les entitats que van impulsar la plataforma International Trial Watch per gestionar i facilitar la presència d'observadors nacionals i internacionals en el judici al procés independentista català, amb la finalitat de redactar informes sobre si s'havien respectat la imparcialitat i la independència de tribunal i els drets humans dels acusats.

## Reconeixements
El 2011 va rebre la Medalla d'Honor de Barcelona per les seves contribucions al desenvolupament d'una cultura dels drets humans, tant a Barcelona com en l'àmbit internacional, i en particular per la tasca realitzada des de 1998 com a responsable de la secretaria científica del moviment Ciutats pels Drets Humans.